# Сельское поселение «Деревня Крисаново-Пятница»
Сельское поселение «Деревня Крисаново-Пятница» — муниципальное образование в составе Барятинского района Калужской области России.
Центр — деревня Крисаново-Пятница.

## История
В 2013 году сельские поселения «Деревня Добрая», «Деревня Крисаново-Пятница» и «Деревня Плетни» — объединены во вновь образованное сельское поселение «Деревня Крисаново-Пятница».

## Население
| 2010 | 2012 | 2013 | 2014 | 2015 | 2016 | 2017 |
| ---- | ---- | ---- | ---- | ---- | ---- | ---- |
| 149  | ↘142 | ↗146 | ↗472 | ↗484 | ↗487 | ↘482 |
| 2018 | 2019 | 2020 | 2021 |      |      |      |
| ↗495 | ↗506 | ↘488 | ↘394 |      |      |      |

## Состав
В поселение входят 17 населённых мест:
- деревня Крисаново-Пятница
- деревня Бутырки
- деревня Вяжная
- деревня Неручь
- деревня Разиньково
- село Мосур
- деревня Плетни
- деревня Устиново
- деревня Бряново
- деревня Вятчино
- деревня Шишкино
- деревня Кошелево
- деревня Хизна
- деревня Тоболь
- деревня Аннино
- деревня Добрая
- деревня Глазово